# Paul Geuthner
Paul Geuthner (* 1877 in Eisenach; † 17. Januar 1949 in Paris) war ein deutsch-französischer Buchhändler, Verleger und Publizist. Er war Gründer der auf Orientalistik spezialisierten Librairie Geuthner in Paris.

## Leben
Schon als Jugendlicher zeigte Paul Geuthner ein ausgeprägtes Interesse für den Buchhandel. Nach einem kurzen Praktikum im Harrassowitz Verlag in Leipzig begab er sich nach London, wo er fünf Jahre in der Firma Wheldon & Wesley arbeitete. 1900 zog er nach Paris, wo er sich nach einer einjährigen Anstellung als Buchhändler in einem Zimmer, das ihm auch als Wohnort diente, selbstständig machte. 1902 und wiederum 1911 konnte er in größere Räumlichkeiten umziehen. Er heiratete eine gebürtige Pragerin und erwarb 1914 die französische Staatsbürgerschaft. Seit 1910 beschränkte er sich als Buchhändler ausschließlich auf die Orientalistik, nannte seine Buchhandlung Librairie orientaliste und belegte Arabischkurse an der École des langues orientales vivantes.  
Im Ersten Weltkrieg wurde er zum Kriegsdienst eingezogen und nach Marokko geschickt, wo er Marschall Lyautey vorgestellt wurde, der ihn bat, bei der Organisation der Bibliothek des französischen Generalresidenten in Rabat mitzuarbeiten. 1926 wurde er Herausgeber der wissenschaftlichen Fachzeitschrift Journal des savants. 1927 gründete er mit Louis Massignon die Revue des études islamiques, 1928 mit dem Archäologen und Ägyptologen Pierre Montet die Zeitschrift Kêmi sowie zahlreiche weitere Publikationen, die den gesamten Bereich der Orientalistik von Afrika bis China abdeckten. Er starb 1949 an seinem Wohnsitz in Paris.